# Full Diesel
Full Diesel – fiński zespół muzyczny, wykonujący rock i heavy metal, założony w 2003 roku w Vantaa. Dwa utwory zespołu: „No Man’s Land” i „King of Defeat” znalazły się na ścieżce dźwiękowej gry komputerowej FlatOut.

## Historia
Zespół Full Diesel został założony pod koniec wiosny 2003 roku w fińskim mieście Vantaa po rozpadzie grupy Thing-In-Itself, z inicjatywy dwóch jej członków założycieli: gitarzysty Tuomasa i perkusisty Anttiego Lustiga. Wkrótce dołączył do nich drugi gitarzysta Thing-In-Itself, Jesper Johnson po czym po kilku tygodniach poszukiwań wokalisty zaproponowali oni dołączenie do składu Alemu Von Dieselowi. W takim składzie zespół przez lato i jesień 2003 roku przygotowywał i aranżował utwory na swoje pierwsze demo. Ponieważ tworzony materiał zaczął brzmieć dobrze, grupa zarezerwowała dla siebie kilka dni w wydawnictwie Clean Cut Studios, a jako że wciąż brakowało jej basisty, partie basu zagrał Tuomas Lustig. Praca z właścicielem wydawnictwa, Janne Kerminenem była bezbolesna, co zaowocowało znacznym wysiłkiem włożonym przez niego w nagrywanie i miksowanie utworów.
Po wydaniu w grudniu 2003 roku płyt z nagranym materiałem, zatytułowanym Full Diesel, zespół zaczął koncertować i rozprowadzać płyty w celu zainteresowania słuchaczy. Skuteczna promocja dema doprowadziła do współpracy z fińskim producentem gier komputerowych, Bugbear Entertainment, który umieścił dwa utwory z dema zespołu: „No Man’s Land” i „King of Defeat” na ścieżce dźwiękowej gry FlatOut. Podczas kilku pierwszych koncertów zespołu rolę basisty pełnił Eric Lunden z grupy The Mind of Doll, po czym zastąpił go Kim Blomberg. Po odejściu Blomberga w maju 2004 roku zespół zaproponował stanowisko basisty Jamo Valtonenowi, który przyjął ofertę.
W sierpniu 2004 roku Full Diesel rozpoczął nagrywanie nowego materiału, który ukazał się 25 stycznia 2005 roku w postaci minialbumu zatytułowanego Gun-Shy. Materiał ten zebrał dobre recenzje, wygrał również konkurs stacji radiowej (YleX), a dzięki głosom słuchaczy stacji pozostał przez dodatkowy tydzień na jej liście przebojów. W sierpniu 2006 roku ukazało się natomiast drugi minialbum zespołu, noszący tytuł 187.

## Skład
Obecny skład zespołu
- Ale Von Diesel – wokal (od 2003)
- Antti Lustig – perkusja (od 2003)
- Tuomas Lustig – gitara (od 2003)
- Jesper Johnson – gitara (od 2003)
- Jamo Valtonen – gitara basowa (od 2004)

Byli członkowie zespołu
- Eric Lunden – gitara basowa (2003)
- Kim Blomberg – gitara basowa (2004)

## Dyskografia
Minialbumy
| Rok  | Tytuł                                                |
| ---- | ---------------------------------------------------- |
| 2005 | Gun-Shy - Data: 25 stycznia 2005 - Wydawca: nieznany |
| 2006 | 187 - Data: sierpień 2006 - Wydawca: nieznany        |

Dema
| Rok  | Tytuł                                                          |
| ---- | -------------------------------------------------------------- |
| 2003 | Full Diesel - Data: grudzień 2003 - Wydawca: Clean Cut Studios |